# Fédération Française de Football
Die Fédération Française de Football (FFF) (deutsch Französische Fußballföderation) ist der nationale Fußballverband Frankreichs. Sie hat ihren Sitz im 15. Arrondissement von Paris am Boulevard de Grenelle.
Gegründet wurde der Verband am 7. April 1919 als Fédération Française de Football Association (FFFA); der Zusatz Association (dieser stand für die Unterscheidung des Assoziationsfußballs vom Rugby) entfiel um 1940. Seine Vorgänger waren die 1887 gegründete Union des sociétés françaises de sports athlétiques (USFSA), die von 1904 bis 1908 Frankreich im Fußballweltverband FIFA vertrat, und der Comité Français Interfédéral (CFI), eine Dachorganisation mehrerer Einzelverbände und FIFA-Mitglied zwischen 1909 und 1919. Die FFF ist auch Gründungsmitglied des europäischen Kontinentalverbandes UEFA, der 1954 nach Gesprächen und auf Anregung der FFF, des belgischen sowie des italienischen Verbandes ins Leben gerufen wurde.

## Gliederung
Die FFF untergliedert sich generell in die Ligue de Football Professionell (LFP), die den Profisportbereich (Ligue 1, Ligue 2, Französischer Ligapokal) weitgehend autonom betreut, sowie in 22 Regionalverbände analog den bis Ende 2015 bestehenden Verwaltungsregionen des Landes, die in der Regel den Amateurspielbetrieb der sechsten Spielklasse (Division d’honneur) und der darunter liegenden Ligen betreiben; die Regionalverbände sind ihrerseits in Distrikte unterteilt. Der Zentralverband selbst ist durch seine Untergliederung Ligue du Football Amateur (LFA) zuständig für die dritte bis fünfte frankreichweite Liga (National, Championnat de France Amateur und Championnat de France Amateur 2) sowie die Nationalmannschaften der Männer, der Frauen – jeweils das A- und das A'-Team, wobei Letztere in anderen Ländern oft B-Elf genannt werden – und der Jugendjahrgänge. Auch die 1997 ins Leben gerufene Futsal-Nationalmannschaft sowie diejenige im Beachsoccer unterstehen der Regie der FFF. Ebenso gehörte der obere Frauenfußballbereich (Division 1 und 2 Féminine) in dessen Zuständigkeit, ehe dieser 2025 von der neu geschaffenen Ligue Féminine de Football Professionnel (LFFP) übernommen wurde, wobei es zur Umbenennung der beiden höchsten Spielklassen in Première beziehungsweise Seconde Ligue kam.
Zehn von Frankreichs überseeischen Gebieten haben ebenfalls einen eigenen Regionalverband und betreiben jeweils ein eigenes Ligensystem, meist mit einer Division d’Honneur als höchster Spielklasse, deren Sieger theoretisch in die CFA 2 aufsteigen könnten; dies scheitert allerdings in der Praxis an den weiten Entfernungen zum französischen Kernland (France métropolitaine). Bis zu ihrer Unabhängigkeit (1956 bzw. 1962) war dies auch in den nordafrikanischen Départements im heutigen Tunesien und Algerien so geregelt. Die regionalen Pokalsieger aus Übersee nehmen aber am Landespokalwettbewerb teil, der gleichfalls unter Federführung der FFF betrieben wird, die sich dafür eine Commission de la Coupe de France geschaffen hat.
Weiterhin ist die FFF – unmittelbar für den überregionalen und durch seine Untergliederungen für den regionalen Bereich – für den gesamten Spielbetrieb im Frauen- und Jugendfußball sowie für das Schiedsrichterwesen zuständig. In Clairefontaine-en-Yvelines unterhält der Verband ein nationales Ausbildungs-, Schulungs- und Trainingszentrum für Jugend-, Herren- und Frauenfußballer, -trainer u. a. (Institut national de formation). Der Haushaltsplan für das Wirtschaftsjahr 2010/11 ging von knapp 200 Mio. € Einnahmen aus, darunter jeweils gut 45 Mio. vom Nationalmannschaftsausrüster Nike und TF1 für Fernsehübertragungsrechte, 14 Mio. von weiteren Sponsoren, 12,5 Mio. von der LFP (zweckgebunden für die Förderung des Amateurbereichs) und 4 Mio. aus Eintrittskarten für Spiele der verschiedenen Auswahlmannschaften. Abgeschlossen wurde das Jahr mit einem Überschuss vor Steuern in Höhe von 495.000 € und damit einer deutlichen Verbesserung gegenüber 2009/10, in dem die FFF ein Minus von fast 1,4 Mio. € zu verzeichnen hatte.
Schließlich besitzt die FFF ein durch bilaterale Vereinbarungen kodifiziertes Mitsprache- und Mitentscheidungsrecht in den Angelegenheiten des organisierten Fußballbetriebes bei Betriebs- (Partnerverband: die Fédération Française des Sports d’Entreprise/FFSE), Schul- (Union Nationale du Sport Scolaire/UNSS, Union Française des Œuvres Laïques d’Éducation Physique/UFOLEP bzw. Union Sportive de l’Enseignement du Premier Degré/USEP), Hochschul- (Fédération Française du Sport Universitaire/FFSU) und Militärsport (Centre National des Sports de la Défense/CNSD) sowie dem „Landsportbund“ (Fédération Nationale du Sport en Milieu Rural/FNSMR). Selbst der auch in Frankreich nach dem Zweiten Weltkrieg stark unter Bedeutungsverlust leidende Arbeitersport (Fédération Sportive et Gymnique du Travail/FSGT), der sich – wie der ATSB in Deutschland gegenüber dem DFB – stets in Opposition zum „bürgerlichen Fußball“ empfunden hatte, ist 1975 eine Konvention mit der FFF eingegangen.

### Regionalverbände im französischen Kernland
Bis 2017 gab es folgende 22 Ligues:

Karte der französischen Regionen und Départements im Kernland bis einschließlich 2015

| - Ligue d’Alsace de football - Ligue d’Aquitaine de football - Ligue Atlantique de football (a) - Ligue d’Auvergne de football - Ligue de Basse-Normandie de football - Ligue de Bourgogne de football - Ligue de Bretagne de football - Ligue du Centre de football - Ligue du Centre-Ouest de football (a) - Ligue de Champagne-Ardenne de football - Ligue Corse de football | - Ligue de Franche-Comté de football - Ligue du Languedoc-Roussillon de football - Ligue de Lorraine de football - Ligue du Maine de football (a) - Ligue de la Méditerranée de football - Ligue de Midi-Pyrénées de football - Ligue du Nord-Pas de Calais de football - Ligue de Normandie de football - Ligue de Paris-Île de France de football - Ligue de Picardie de football - Ligue de Rhône-Alpes de football |

Die mitgliederstärksten Regionen waren 2012 Paris-Île de France mit 223.000, Rhône-Alpes mit knapp 183.000, Nord-Pas de Calais mit 144.000 und die Bretagne mit 139.000 Vereinsmitgliedern; dagegen sind auf Korsika (Corse) nur gut 9.000, in Maine und der Franche-Comté nur je 40.000 Fußballer registriert. Diese regionalen Ligues sind auch für den Spielbetrieb der jeweiligen Division d’Honneur zuständig.

Die aktuellen französischen Regionen

Die FFF hat über viele Jahre – schon vor dem Zweiten Weltkrieg – einen Pokalwettbewerb für die Auswahlmannschaften der Regionen (Coupe des Provinces de France bzw. ab 1973/74 Coupe nationale des Ligues) organisiert; dieser wird heutzutage aber nicht mehr ausgetragen. Die Regionalverbände unterhalten Regionalauswahlteams, die Bretagne sogar zwei (für Berufsspieler und für Amateure, siehe Bretonische Fußballauswahl); die Auswahlmannschaften spielen inzwischen den französischen Teilnehmer des UEFA-Pokals der Regionen aus.
Spätestens zum 31. Dezember 2017 musste auch der Fußballverband seine Gliederung an die regionale Verwaltungs-Neuordnung des Landes anpassen, wie der zuständige Minister Patrick Kanner dem FFF-Präsidenten Ende 2015 mitteilte. Diese Anordnung hatte bei den Ligues für erheblichen Unmut gesorgt, zumal sie zur Auflösung von neun Regionalverbänden geführt hat und auch eine komplette Neuordnung des Amateurspielbetriebs unterhalb der fünften Ligenstufe erforderlich machte. Die aktuellen 13 Regionalverbände sind:
| - Ligue d’Auvergne-Rhône-Alpes de football - Ligue de Bourgogne-Franche-Comté de football - Ligue de Bretagne de football - Ligue du Centre-Val-de-Loire de football - Ligue Corse de football - Ligue du Grand-Est de football - Ligue de football des Hauts-de-France | - Ligue de la Méditerranée de football - Ligue de football de Normandie - Ligue de football Nouvelle-Aquitaine - Ligue de football d’Occitanie - Ligue de Paris Île-de-France de football - Ligue de football des Pays de la Loire |

### Überseeische Regionalverbände
| Name                                                       | Mitgliedschaft                             |
| ---------------------------------------------------------- | ------------------------------------------ |
| Ligue Guadeloupéenne de Football                           | Mitglied der CONCACAF                      |
| Ligue de football de la Guyane française                   | Mitglied der CONCACAF                      |
| Ligue de football de la Martinique                         | Mitglied der CONCACAF                      |
| Comité de football des Îles du Nord (Saint-Martin)         | Mitglied der CONCACAF                      |
| Ligue de football de Saint-Pierre-et-Miquelon              |                                            |
| Ligue Réunionnaise de football                             | assoziiertes Mitglied der CAF              |
| Fédération Tahitienne de football (Französisch-Polynesien) | eigenständiges Mitglied der FIFA seit 1990 |
| Fédération Calédonienne de football (Neukaledonien)        | FIFA-Mitglied seit 2004                    |
| Ligue de football de Mayotte                               |                                            |
| Ligue de football de Wallis-et-Futuna                      |                                            |

2012 hat die FFF in diesen überseeischen Regionen zusammengenommen 99.000 Mitglieder, die wenigsten davon – abgesehen von Wallis-et-Futuna und Saint-Martin, für die keine Zahlen vorliegen – mit 549 in Saint-Pierre-et-Miquelon, während es auf Réunion 29.430 sind.
Diese Ligen bzw. Verbände haben aufgrund von Vereinbarungen mit FIFA und FFF eigene Nationalauswahlmannschaften, von denen ein Teil auch an internationalen Wettbewerben wie Weltmeisterschaften oder Gold Cup teilnehmen darf.
Erstmals 2008 bestritten die Auswahlmannschaften von sieben dieser Verbände (es fehlten Saint-Martin, Wallis-et-Futuna und Saint-Pierre-et-Miquelon) das Turnier um die Coupe de l’Outre-Mer („Überseepokal“). Die Ausspielung des Pokals wurde im Zwei-Jahres-Turnus fortgesetzt, nach dem dritten Mal (2012) allerdings bereits wieder eingestellt.

## Verbandsgremien

### Die Mitgliederversammlung
Die Bundesversammlung (assemblée fédérale) der FFF ist das für Organisationswahlen und Grundsatzbeschlüsse zuständige „Parlament des französischen Fußballs“. Sie besteht zu etwa drei Vierteln aus Vertretern des Amateurbereiches und tritt mindestens zweimal pro Jahr zusammen. Aufgrund von Beschlüssen der Bundesversammlung arbeiten insgesamt 27 ständige Kommissionen, die zu den verschiedensten Themen eingesetzt wurden. Infolge des Fiaskos von Knysna (2010) wurde eine Reform der Verbandsstrukturen auf den Weg gebracht, die im Juni 2011 durch Wahl der neuen Gremien erstmals umgesetzt wurde. Für das operative Geschäft ist seither das zwölfköpfige Exekutivkomitee (bisher: der Bundesrat) zuständig, dem die zehn Mitglieder der bei der Präsidentschaftswahl gewählten Liste sowie die Vorsitzenden des Amateur- (LFA) und des Profibereiches (LFP) als „geborene Vertreter“ angehören; den Vorsitz führt der FFF-Präsident. Die Arbeit dieses Komitees wird von der 20-köpfigen Hohen Behörde des Fußballs kontrolliert, die sich aus je zwei Vertretern der verschiedenen Teilgruppen („Familien des französischen Fußballs“) wie regionalen Ligen und Distrikten, Fußballlehrern, Schiedsrichtern, Amateur- und Berufsspielern, Fußballerinnen sowie Ärzten bzw. Therapeuten zusammensetzt. Das Stimmgewicht der Profis in der Bundesversammlung ist von 25 auf 37 % angestiegen, womit die LFP eine Sperrminorität besitzt; gleichzeitig wurde die finanzielle Unterstützung der Amateure durch die Profis auf jährlich mindestens 14,26 Millionen Euro festgeschrieben.

### Die bisherigen Präsidenten
In der Gegenwart wird der Präsident für vier Jahre gewählt; Wiederwahl ist möglich. Aufgrund des Rücktritts von Jean-Pierre Escalettes in Zusammenhang mit Abschneiden und Auftreten der Nationalelf bei der Weltmeisterschaft in Südafrika hat der Bundesrat am 23. Juli 2010 mit Fernand Duchaussoy einen Interimspräsidenten gewählt, der bei der ordentlichen Neuwahl am 18. Juni 2011 allerdings seinem Vizepräsident Noël Le Graët unterlag. 2017 und 2021 wurde Le Graët jeweils für weitere vier Jahre im Amt bestätigt. Anfang 2023 trat er von seinem Posten zurück, nachdem eine Untersuchung des Sportministeriums der Verbandsführung Belästigung von Mitarbeiterinnen und verbale Entgleisungen vorgeworfen hatte. Sein zunächst interimistisch amtierender Nachfolger wurde im Juni 2023 auch förmlich gewählt und im Dezember 2024 bestätigt.
| - 1919–1942 Jules Rimet - 1942–1944 Henri Jevain - 1944–1949 Jules Rimet - 1949–1953 Emmanuel Gambardella - 1953–1963 Pierre Pochonnet - 1963–1968 Antoine Chiarisoli - 1969–1972 Jacques Georges - 1973–1984 Fernand Sastre | - 1985–1993 Jean Fournet-Fayard - Dez. 1993–Febr. 1994 Jacques Georges (interim) - 1994–2005 Claude Simonet - 2005–Juli 2010 Jean-Pierre Escalettes - Juli 2010–Juni 2011 Fernand Duchaussoy (interim) - Juni 2011–Februar 2023 Noël Le Graët - seit März 2023 Philippe Diallo |

### DTN und DNCG
Die einflussreichste der 27 FFF-Kommissionen ist die bereits 1970 geschaffene Direction Technique Nationale (DTN). Ihre Hauptaufgaben bestehen darin, die Spielerausbildung auf allen Ebenen (Breitensport, Jugend, Amateure, Professionals, Elite) zu koordinieren, um dem französischen Fußball „ein einheitliches Gesicht zu geben“, und weiters die langfristige strategische Entwicklung des Fußballs in Frankreich voranzubringen, wozu sie dem Präsidenten und dem Exekutivkomitee Vorschläge unterbreitet. Ihr gehören die Nationaltrainer aller Mannschaften sowie die regionalen technischen Berater (conseillers techniques) an. Besondere Bedeutung kommt darin dem Leiter des Gremiums zu, der zugleich „den französischen Fußball aus dem Effeff kennen muss und Visionär sein soll“. Seit Sommer 2017 nimmt Hubert Fournier diese Funktion wahr.
Die bisherigen Directeurs waren:

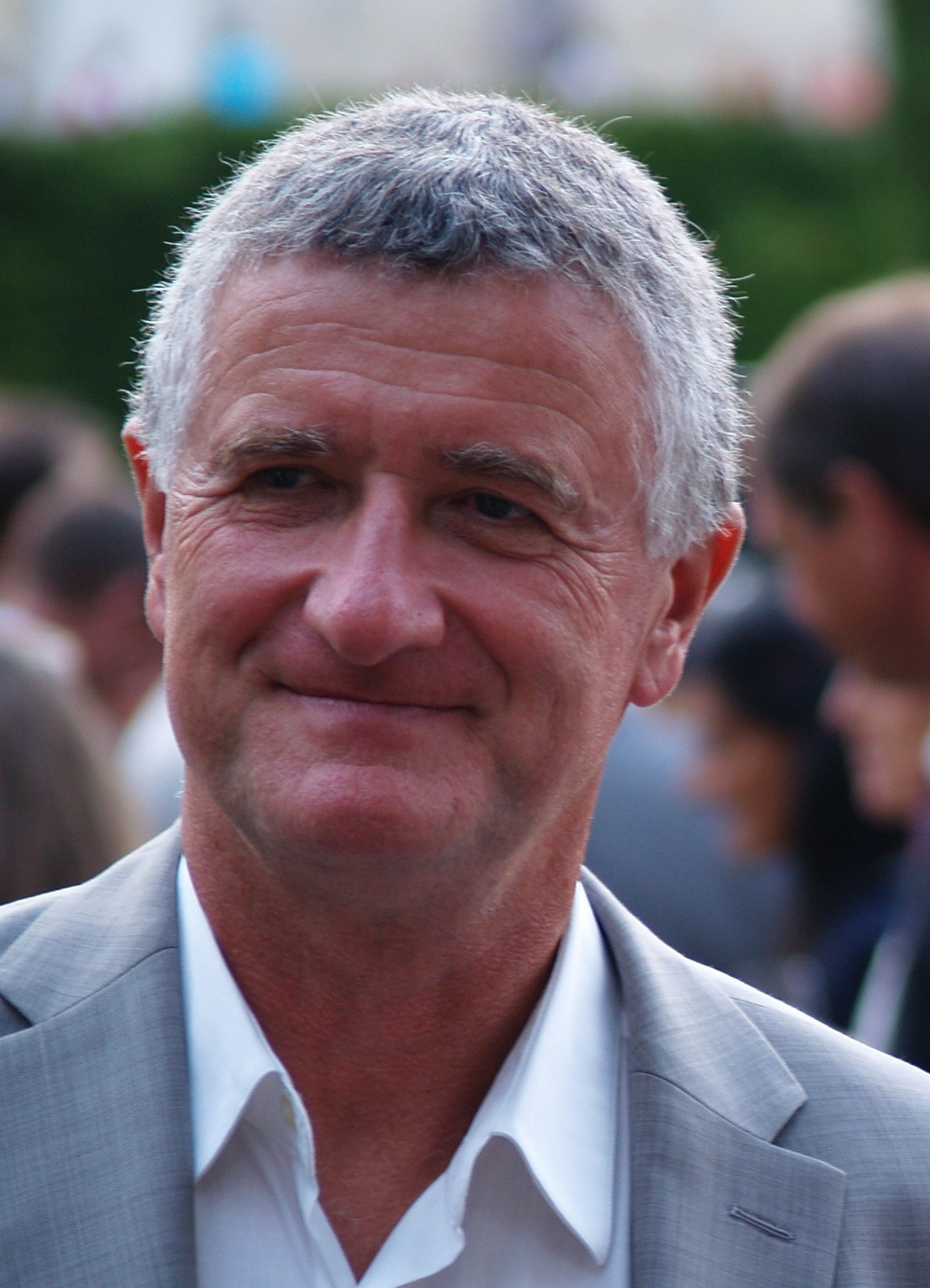
François Blaquart (2012)

| - Georges Boulogne (1970–1982) - Michel Hidalgo (1982–1985) - Henri Guérin (1985–1986) - Henri Michel (1986–1989) - Gérard Houllier (1989–1998) | - Aimé Jacquet (1998–2006) - Jean-Pierre Morlans (Januar–September 2007) - Gérard Houllier (September 2007–September 2010) - François Blaquart (Oktober 2010–März 2017) - Hubert Fournier (seit Juni 2017) |

Für die Vereine von besonderer Bedeutung ist die Direction Nationale du Contrôle de Gestion (DNCG); als für die Lizenzierung zuständige Instanz prüft sie die Erfüllung der wirtschaftlichen und organisatorischen Kriterien und entscheidet über die Zulassung jedes Klubs zu einer sportlich erreichten Ligastufe bis hinauf in den professionellen Spielbereich. Dazu kann sie auch finanzielle und personelle Auflagen erteilen.

## Mitgliederentwicklung
1921 waren erst 35.000 Fußballer in 1.800 Klubs, 1925 bereits etwa 100.000 Mitglieder in gut 2.900 Vereinen in der FFF organisiert; bis zum Ausbruch des Zweiten Weltkriegs wuchsen diese Zahlen auf 189.000 aktive und passive Fußballer in 5.570 Klubs an. Die weitere Entwicklung stellt sich wie folgt dar (alle Zahlen gerundet):
| Jahr | Mitglieder | Klubs  |
| ---- | ---------- | ------ |
| 1950 | 441.000    | 8.870  |
| 1960 | 418.000    | 8.680  |
| 1970 | 698.000    | 12.680 |
| 1980 | 1.413.000  | 20.410 |
| 1991 | 1.891.000  | n. b.  |
| 2000 | 2.150.000  | 19.730 |
| 2007 | 2.321.000  | 17.500 |
| 2012 | 1.973.000  | n. b.  |
| 2013 | 2.030.000  | n. b.  |
| 2023 | 2.178.000  | n. b.  |

Die Mitgliederzahl von 2007 stellt den bisherigen Höchststand dar. Unter den für März 2023 angegebenen Mitgliedern der FFF waren mehr als 220.000 Frauen – Spielerinnen, Trainerinnen, Schiedsrichterinnen, Funktionäre –, während diese 2010/11 nicht einmal 90.000 ausmachten.

## Die FFF als Ausrichter internationaler Turniere
Neben der Organisation von Welt- (1938, 1998, 2019 [Frauen]) und Europameisterschaften (1960, 1984, 2016), Konföderationenpokal (2003) sowie olympischen Fußballturnieren (1924) für Nationalmannschaften im eigenen Land hat der Verband im Erwachsenenbereich auch jeweils als Tournoi de France bezeichnete Einladungsturniere im Männer- (1988, 1997) wie im Frauenfußball (erstmals 2020) ausgerichtet.
Für männliche Nachwuchsfußballer (U-21) besitzt das Turnier von Toulon schon seit 1974 international hohes Renommé.